# Stenochilus
Genre
Synonymes
- Metronax Simon, 1893

Stenochilus est un genre d'araignées aranéomorphes de la famille des Stenochilidae.

## Distribution
Les espèces de ce genre se rencontrent en Asie du Sud (Inde, Sri Lanka), en Asie du Sud-Est (Birmanie et Cambodge...) . et au Moyen-Orient.

## Liste des espèces
Selon World Spider Catalog (version 23.5, 08/10/2022) :
- Stenochilus crocatus Simon, 1884
- Stenochilus hobsoni O. Pickard-Cambridge, 1871
- Stenochilus scutulatus Platnick & Shadab, 1974

## Systématique et taxinomie
Ce genre a été décrit par O. Pickard-Cambridge en 1871 dans les Drassidae. Il est placé dans les Stenochilidae par Thorell en 1873, dans les Palpimanidae par Simon en 1893 puis dans les Stenochilidae par Platnick et Shadab en 1974.
Metronax a été placé en synonymie par Platnick et Shadab en 1974.

## Publication originale
- O. Pickard-Cambridge, 1871 : « On some new genera and species of Araneida. » Proceedings of the Zoological Society of London, vol. 1870, p. 728-747 (texte intégral).